# The Price is Right
The Price is Right (també conegut en castellà com El Precio Justo, El precio es correcto, Diga lo que vale o Atinale al precio) és una franquícia de concursos de televisió amb origen estatunidenc. Va ser originalment creat en 1956 per Bob Stewart per a la productora Goodson-Todman Productions (encapçalada per Mark Goodson i Bill Todman), encara que en l'actualitat el programa és produït i posseït per FremantleMedia, membre del Grup RTL.
La franquícia se centra en concursos de televisió, però també inclou tals mercaderies com videojocs, mitjans impresos, i jocs de taula. La franquícia va començar com un concurs de televisió transmesa des de 1956 fins a 1962, amb presentació de Bill Cullen. Aquest programa va ser renovat en 1972 en una versió emesa per la Columbia Broadcasting System (CBS), originalment presentat durant gairebé 35 anys per l'ara retirat Bob Barker, però actualment presentat pel comediant Drew Carey.
En el programa, els concursants competeixen per a guanyar diners i premis licitant el preu de mercaderies. El programa ha tingut èxit crític, i continua sent un bastió en les audiències de televisió. També aconseguí apartar-se del format de trívia que s'ha usat en altres concursos. Des de l'estrena de la versió actual de The Price is Right, el programa ha estat adaptat en diversos formats internacionals al llarg del món, més notablement al Regne Unit, Austràlia, Mèxic i Colòmbia.

## Versions als Estats Units

### 1956-1965
La versió original de The Price is Right es va transmetre inicialment als Estats Units per la cadena de televisió National Broadcasting Company (NBC) des de 1953 fins a 1963, i posteriorment pel seu rival American Broadcasting Company (ABC) des de 1963 fins a 1965. Presentat per Bill Cullen, el programa va involucrar quatre concursants fent una oferta en productes costosos en la manera de subhastes, excepte que Cullen no va actuar el paper de subhastador (els concursants van intentar licitar més pròxima al preu efectiu del producte sense passar més d'aquest preu). Després d'una ronda predeterminada de licitacions, el concursant la licitació del qual va ser més pròxima al preu correcte del producte—sense passar més d'aquest valor—el va guanyar. A la fi de cada edició, el concursant qui va guanyar el valor més llarg (en dòlars) va ser declarat el guanyador i es va convertir en el campió tornant, amb dret a jugar de nou en la pròxima edició. Aquesta versió de The Price is Right es va acabar en 1965.

### 1972-present
La versió moderna del concurs es va estrenar per la CBS en 1972, amb el títol original de The New Price is Right; no obstant això, en el segon any d'aquesta versió, el programa va tornar al seu títol original, retirant l'addenda "New." El programa ha continuat la seva producció ininterrompudament als Estats Units des de llavors, totalitzant més de 6.400 episodis. Per gairebé 35 anys des del 4 de setembre de 1972, el programa va ser presentat per Bob Barker, qui va retirar del programa en el 15 de juny de 2007 després d'una carrera televisiva de 50 anys. Es van emetre reposicions d'episodis presentats per Barker fins al 15 d'octubre de 2007, quan Drew Carey va debutar com el nou presentador. Els locutors d'aquesta versió al llarg de la seva història han inclosos: Johnny Olson (1972-1985), Rod Roddy (1986-2003), Rich Fields (2004-2010), i George Gray (2011-present). The Price is Right va començar com un programa diari de mitja hora, però des de finals de 1975 s'emet una hora completa. S'emeten diàriament episodis del programa a la CBS, de les 11.00 a les 12.00. El programa també es va reemetre per la cadena de televisió per cable Game Show Network des de desembre de 1996 fins a l'expiració del contracte corresponent en 2000.
En aquesta versió, quatre concursants posen una licitació senzilla en un producte inicial, en dòlars solament, perquè la companyia de producció arrodonirà tots els preus al dòlar més pròxim; el concursant qui licita el més pròxim al preu efectiu del producte sense passar més gana el producte i després arriba a jugar diversos mini-jocs, els quals es diuen "Pricing Games" en la majoria de països que emeten el programa, incloent en els Estats Units. En aquests jocs, el concursant se li permet un o més premis addicionals o més substancials; un concursant, a través de diversos formats d'eliminació, pot trobar-se guanyar un gran aparador de premis a la conclusió del programa predient el preu total d'un "Showcase."
Quan el programa va expandir a una hora completa el 3 de novembre de 1975, es va introduir el "Showcase Showdown," posicionat en totes dues meitats del programa. Els tres concursants els qui van jugar els "Pricing Games" anteriors se'ls demana a girar una roda llarga, que està etiquetada des de cinc centaus fins a un dòlar en increments de cinc centaus. Els concursants en tots dos dels "Showcase Showdowns" els qui s'acosten més a un dòlar en un màxim de dos gires i han de donar a la roda una volta completa, sense passar més, són retornats per a competir per als "Showcases" a la fi del programa.
Una de les frases més populars en la programa és "Come on down! You're the next contestant on The Price is Right!" ("¡Vine cap avall! Ets el pròxim concursant a The Price is Right!")
Es creu que el programa és el segon concurs de major durada en tota la televisió, només per darrere del programa de varietats Sábado Gigante a Univision, i el concurs de cinc dies amb la major durada en el món. The Price is Right, juntament amb To Tell the Truth i Let's Make a Deal, abasten els tres concursos que han emesos episodis nous en almenys sis dècades consecutives. És l'única franquícia de concursos a ser vista nacionalment als Estats Units amb emissions de primera carrera, ja sigui en una cadena o en la sindicació, a partir de la dècada de 1950 d'ara endavant.
En un article en 2007, la prestigiosa revista estatunidenca TV Guide va nomenar el programa com "El Millor Concurs de Televisió de Tots els Temps."
Molts videojocs s'han basats en el concurs, incloent un joc llançat per GameTek per al Commodore 64 en 1990. També s'han llançat jocs de taula i màquines de casino basats en el programa.
A més de la seva iteració principal, la versió moderna de The Price Is Right ha també comptat amb nombrosos especials (incloent The Price is Right Special en 1986, The Price is Right Salutes en 2002, i The Price is Right Million Dollar Spectacular en 2011). En addició, s'han produït algunes versions sindicalitzades (The Nighttime Price is Right, amb Dennis James entre 1972 i 1977, i després amb Bob Barker entre 1977 i 1980; un altre programa anomenat The Nighttime Price Is Right en la temporada 1985-1986, amb presentació de Tom Kennedy; i The New Price Is Right en la temporada 1994-1995, amb presentació de Doug Davidson).